# 加古大池
加古大池（かこおおいけ）は、兵庫県加古郡稲美町にある農業用溜池。

## 概要
1661年（万治4年）中西条村（現加古川市八幡町）の庄屋加古沢兵衛、沼田喜平次、本岡治兵衛の願い出により農業用溜池として築造された兵庫県下最大の溜池。甲子園球場の約12倍の面積がある。

## 自然

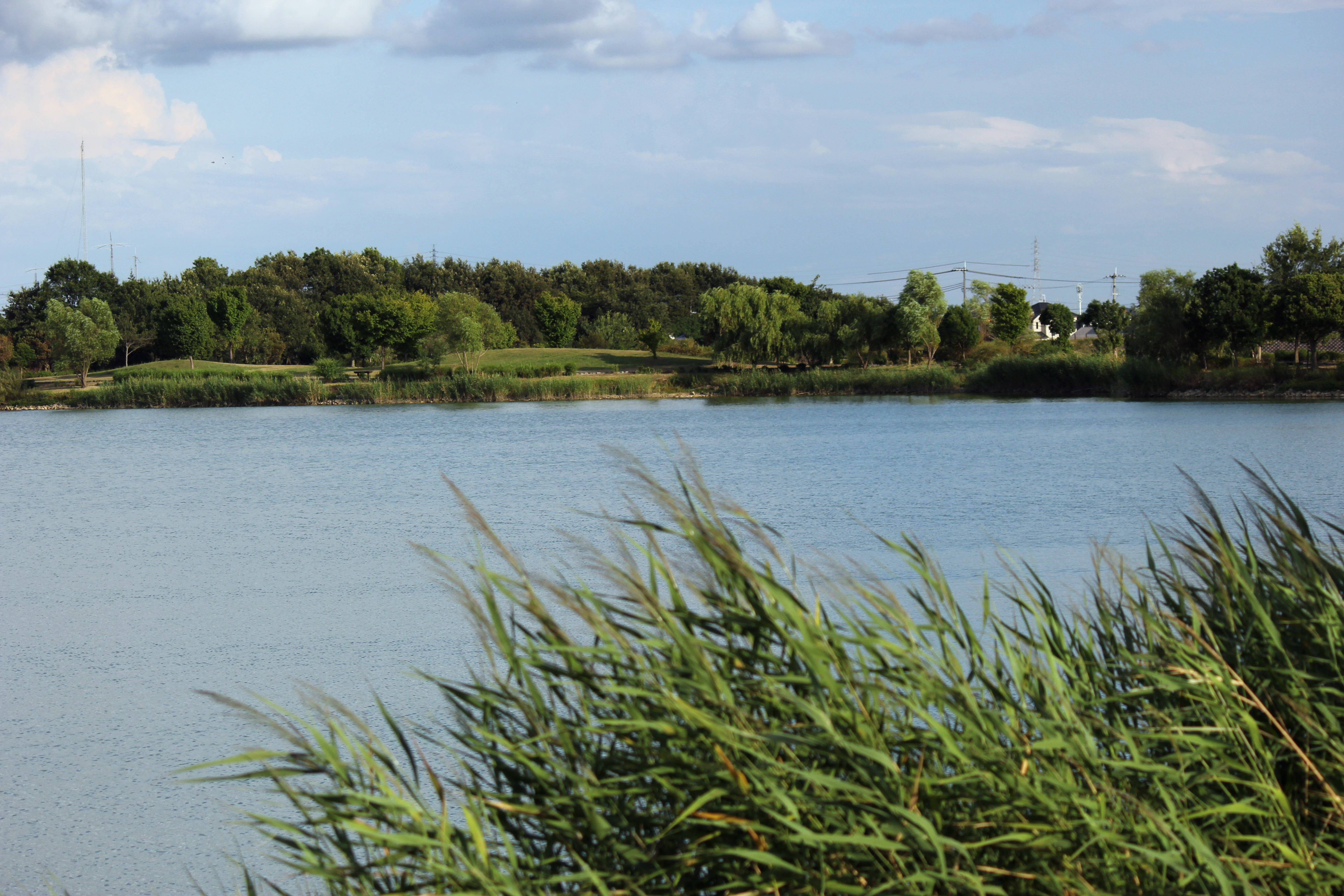
加古大池のヨシ原

広大なヨシ原が保存されており、多くの野鳥の楽園になっている。

## 交通アクセス
- 鉄道:JR加古川駅から神姫バス「五軒屋」下車、徒歩15分。
- 鉄道:JR土山駅からタクシーで約20分。
- 自動車:第二神明道路を明石西インター下車、加古川バイパス上りの場合は明石西インター下車、約6km。所要時間約15分。東播磨南北道路八幡稲美インター下車、所要時間約5分

## 参考
溜池の数ランキング
1位 兵庫県 43,347
2位 広島県 20,183
3位 香川県 14,619
4位 大阪府 11,105
5位 山口県 10,636
（2010年データに基づく）